# Heine Keuning
Heine Keuning (Drachtstercompagnie, 17 september 1918 – Rottevalle, 8 februari 2005) was een Nederlands politicus voor de Partij van de Arbeid (PvdA).

## Familie
Keuning was een zoon van Jurjen Keuning, smid, en Maaike Keuning. Hij trouwde met Jeltje Bron. Hieruit werden drie zoons en een dochter geboren.

## Loopbaan
Keuning behaalde in 1937 de hoofdakte aan de Rijkskweekschool in Drachten. Hij werd onderwijzer aan de openbare lagere school in Zwaagwesteinde en Opeinde. Vervolgens was hij hoofd van de openbare lagere school in Sijbrandaburen (1948-1953) en Rottevalle (1953-1978). Keuning maakte zich sterk voor het Fries. Hij was betrokken bij de eerste tweetalige (Fries en Nederlands) proefscholen en schreef Friestalige liedjes. Hij was daarnaast onder meer voorzitter van de Stichting uitgeverij "Fries Toneel" (vanaf 1965) en voorzitter van de Provinciale Commissie bevordering Fries taalgebruik (vanaf 1972).
Keuning was lid van de PvdA en secretaris van de afdeling Smallingerland (1953-1978). Hij werd verkozen tot lid van de Provinciale Staten (1966-1978) en was er van 1974 tot 1978 fractievoorzitter. Van 28 augustus 1979 tot 10 juni 1981 was hij lid van de Tweede Kamer der Staten-Generaal. Hij trad in de plaats van Irma van der Wal-Pabst, die hoger op de kandidatenlijst stond. Zij had bedankt voor een benoeming. Van der Wal was van oorsprong Duitse en zij vreesde dat dit tot gevoeligheden kon leiding, met name bij de afwikkeling van de kwestie-Aantjes. Keuning hield zich in de Kamer hoofdzakelijk bezig met onderwijs. Hij sprak alleen bij een debat over schoolbegeleiding en bij de behandeling van een wijziging van de Lager-Onderwijswet 1920. In 1980 behoorde hij tot de minderheid van zijn fractie die vóór een Nederlandse boycot van de Olympische Spelen in Moskou was.
- Biografisch Portaal: 77564979
- International Standard Name Identifier: 0000 0003 9472 8053
- Nederlandse Thesaurus van Auteursnamen: 071161341
- Parlement.com: vg09llmhvcza
- Virtual International Authority File: 289293099
- WorldCat: E39PBJqbjJyJjj9jyp3h4P6h73